# Grupno prvenstvo NP Osijek 1950.
Grupno prvenstvo Nogometnog podsaveza Osijek je predstavljalo najniži stupanj natjecanja u podsavezu. Prvenstvo je bilo podijeljeno u 10 (odnosno 11) grupa. Pobjednici grupa su igrali kvalifikacije za ulazak u Oblasnu ligu.

## Tablice

### Grupa I A
| Mj. | Klub                  | Sus. | Pobj. | Ner. | Por. | GR.  | Bod. |
| --- | --------------------- | ---- | ----- | ---- | ---- | ---- | ---- |
| 1.  | NK Proleter Osijek II | 4    | 4     | 0    | 0    | 31:1 | 8    |
| 2.  | SD Tekstilac Osijek   | 4    | 0     | 2    | 2    | 7:19 | 2    |
| 3.  | NK Jedinstvo Osijek   | 4    | 0     | 2    | 2    | 8:26 | 2    |

### Grupa I B
| Mj. | Klub                 | Sus. | Pobj. | Ner. | Por. | GR.   | Bod. |
| --- | -------------------- | ---- | ----- | ---- | ---- | ----- | ---- |
| 1.  | NK Metalac Osijek    | 8    | 6     | 2    | 0    | 42:4  | 14   |
| 2.  | NK Građevinar Osijek | 8    | 5     | 3    | 0    | 31:4  | 13   |
| 3.  | FD Grafičar Osijek   | 8    | 3     | 1    | 4    | 16:15 | 7    |
| 4.  | NK Drvodjelac Osijek | 8    | 2     | 0    | 6    | 7:40  | 4    |
| 5.  | NK Mehaničar Osijek  | 8    | 1     | 0    | 7    | 4:37  | 2    |

### Grupa II
| Mj. | Klub                  | Sus. | Pobj. | Ner. | Por. | GR.   | Bod. |
| --- | --------------------- | ---- | ----- | ---- | ---- | ----- | ---- |
| 1.  | NK Vatrogasac Bilje   | 10   | 9     | 0    | 1    | 26:10 | 18   |
| 2.  | NK Napredak Batina    | 10   | 8     | 1    | 1    | 32:9  | 17   |
| 3.  | NK Bratstvo Jagodnjak | 10   | 5     | 0    | 5    | 18:18 | 10   |
| 4.  | NK Zmaj Zmajevac      | 10   | 3     | 1    | 6    | 19:22 | 7    |
| 5.  | NK Jadran Branjin Vrh | 10   | 2     | 0    | 8    | 15:31 | 4    |
| 6.  | NK Mikica Darda       | 10   | 2     | 0    | 8    | 14:34 | 4    |

### Grupa III
| Mj. | Klub                          | Sus. | Pobj. | Ner. | Por. | GR.   | Bod. |
| --- | ----------------------------- | ---- | ----- | ---- | ---- | ----- | ---- |
| 1.  | NK Bratstvo Tenjski Antunovac | 8    | 6     | 1    | 1    | 14:4  | 13   |
| 2.  | NK Omladinac Petrijevci       | 8    | 5     | 1    | 2    | 14:4  | 11   |
| 3.  | NK Jedinstvo Čepin            | 8    | 4     | 1    | 3    | 20:12 | 9    |
| 4.  | NK Podravac Bistrinci         | 8    | 3     | 1    | 4    | 21:16 | 7    |
| 5.  | NK Graničar Šljivoševci       | 8    | 0     | 0    | 8    | 3:36  | 0    |

### Grupa IV
| Mj. | Klub                      | Sus. | Pobj. | Ner. | Por. | GR.   | Bod. |
| --- | ------------------------- | ---- | ----- | ---- | ---- | ----- | ---- |
| 1.  | NK Zvezda Palača          | 8    | 7     | 0    | 1    | 23:12 | 14   |
| 2.  | NK Stojanović Rade Dopsin | 8    | 4     | 1    | 3    | 15:10 | 9    |
| 3.  | FD Udarnik Ada            | 8    | 4     | 1    | 3    | 18:13 | 9    |
| 4.  | NK Jedinstvo Tenja        | 8    | 1     | 2    | 5    | 10:21 | 4    |
| 5.  | NK Sremac Markušica       | 8    | 1     | 2    | 5    | 8:18  | 4    |

### Grupa V
| Mj. | Klub                   | Sus. | Pobj. | Ner. | Por. | GR.   | Bod. |
| --- | ---------------------- | ---- | ----- | ---- | ---- | ----- | ---- |
| 1.  | NK Lokomotiva Vinkovci | 14   | 11    | 0    | 3    | 48:23 | 22   |
| 2.  | NK Omladinac Dalj      | 14   | 9     | 3    | 2    | 31:11 | 21   |
| 3.  | NK Tekstilac Vukovar   | 14   | 8     | 1    | 5    | 38:31 | 17   |
| 4.  | NK Bedem Ivankovo      | 14   | 6     | 2    | 6    | 41:30 | 14   |
| 5.  | NK Bršadin             | 14   | 6     | 1    | 7    | 32:31 | 13   |
| 6.  | NK Fruškogorac Ilok    | 14   | 4     | 4    | 6    | 23:27 | 12   |
| 7.  | NK Šećeraš Županja     | 14   | 2     | 4    | 8    | 15:35 | 8    |
| 8.  | NK Graničar Otok       | 14   | 2     | 1    | 11   | 10:50 | 5    |

### Grupa VI
| Mj. | Klub                                    | Sus. | Pobj. | Ner. | Por. | GR.   | Bod. |
| --- | --------------------------------------- | ---- | ----- | ---- | ---- | ----- | ---- |
| 1.  | NK Papuk Orahovica                      | 10   | 7     | 1    | 2    | 30:11 | 15   |
| 2.  | NK Bratstvo Našice                      | 10   | 7     | 1    | 2    | 29:16 | 15   |
| 3.  | NK Slavonski Partizan Podravska Slatina | 10   | 5     | 0    | 5    | 25:16 | 10   |
| 4.  | NK Jadran Habjanovci                    | 10   | 4     | 2    | 4    | 22:30 | 10   |
| 5.  | NK Seljak Pribiševci                    | 10   | 2     | 2    | 6    | 13:31 | 6    |
| 6.  | NK Mladost Sušine                       | 10   | 1     | 2    | 7    | 10:25 | 4    |

### Grupa VII
| Mj. | Klub                          | Sus. | Pobj. | Ner. | Por. | GR.  | Bod. |
| --- | ----------------------------- | ---- | ----- | ---- | ---- | ---- | ---- |
| 1.  | NK Metalac Slavonski Brod     | 6    | 5     | 0    | 1    | 15:8 | 10   |
| 2.  | NK Graničar Brodski Varoš     | 6    | 3     | 1    | 2    | 11:7 | 7    |
| 3.  | NK Željezničar Slavonski Brod | 6    | 2     | 1    | 3    | 8:11 | 5    |
| 4.  | NK Sloboda Slobodnica         | 6    | 1     | 0    | 5    | 5:13 | 2    |

### Grupa VIII
| Mj. | Klub                     | Sus. | Pobj. | Ner. | Por. | GR.   | Bod. |
| --- | ------------------------ | ---- | ----- | ---- | ---- | ----- | ---- |
| 1.  | NK Psunj Okučani         | 10   | 7     | 1    | 2    | 17:5  | 15   |
| 2.  | NK Borac Pleternica      | 10   | 5     | 2    | 3    | 18:12 | 12   |
| 3.  | NK Radnik Oriovac        | 10   | 5     | 2    | 3    | 19:15 | 12   |
| 4.  | NK Metalac Nova Gradiška | 10   | 3     | 4    | 3    | 19:21 | 10   |
| 5.  | NK Mladost Sibinj        | 10   | 3     | 0    | 7    | 11:22 | 6    |
| 6.  | NK Budućnost Rešetari    | 10   | 2     | 1    | 7    | 9:18  | 5    |

### Grupa IX
| Mj. | Klub                            | Sus. | Pobj. | Ner. | Por. | GR.   | Bod. |
| --- | ------------------------------- | ---- | ----- | ---- | ---- | ----- | ---- |
| 1.  | NK Gardun Garčin                | 8    | 6     | 0    | 2    | 26:14 | 12   |
| 2.  | NK Šokadija Strizivojna-Vrpolje | 8    | 5     | 1    | 2    | 26:12 | 11   |
| 3.  | NK Mladost Bicko Selo           | 8    | 5     | 0    | 3    | 19:18 | 10   |
| 4.  | NK Slaven Trnjani               | 8    | 2     | 1    | 5    | 10:19 | 5    |
| 5.  | NK Šokadija Sredanci            | 8    | 1     | 0    | 7    | 11:29 | 2    |

### Grupa X
| Mj. | Klub                  | Sus. | Pobj. | Ner. | Por. | GR.   | Bod. |
| --- | --------------------- | ---- | ----- | ---- | ---- | ----- | ---- |
| 1.  | NK Dinamo Vinkovci II | 8    | 7     | 1    | 0    | 47:7  | 15   |
| 2.  | NK Sinđelić Trpinja   | 8    | 4     | 1    | 3    | 19:25 | 9    |
| 3.  | SFD Slaven Borovo II  | 8    | 3     | 2    | 3    | 33:13 | 8    |
| 4.  | NK Bratstvo Erdut     | 8    | 1     | 2    | 5    | 11:30 | 4    |
| 5.  | NK Dunav Aljmaš       | 8    | 2     | 0    | 6    | 12:47 | 4    |

## Kvalifikacije za Oblasnu ligu

### Prva grupa
| Mj. | Klub                   | Sus.                        | Pobj.                       | Ner.                        | Por.                        | GR.                         | Bod.                        |
| --- | ---------------------- | --------------------------- | --------------------------- | --------------------------- | --------------------------- | --------------------------- | --------------------------- |
| 1.  | NK Proleter Osijek II  | 2                           | 2                           | 0                           | 0                           | 17:3                        | 4                           |
| 2.  | NK Zvezda Palača       | 2                           | 0                           | 0                           | 2                           | 3:17                        | 0                           |
|     | NK Papuk Orahovica     | isključen iz kvalifikacija  | isključen iz kvalifikacija  | isključen iz kvalifikacija  | isključen iz kvalifikacija  | isključen iz kvalifikacija  | isključen iz kvalifikacija  |
|     | NK Lokomotiva Vinkovci | isključena iz kvalifikacija | isključena iz kvalifikacija | isključena iz kvalifikacija | isključena iz kvalifikacija | isključena iz kvalifikacija | isključena iz kvalifikacija |

### Druga grupa
| Mj. | Klub                          | Sus. | Pobj. | Ner. | Por. | GR.   | Bod. |
| --- | ----------------------------- | ---- | ----- | ---- | ---- | ----- | ---- |
| 1.  | NK Metalac Osijek             | 6    | 4     | 0    | 2    | 20:7  | 8    |
| 2.  | NK Dinamo Vinkovci II         | 6    | 3     | 0    | 3    | 15:11 | 6    |
| 3.  | NK Bratstvo Tenjski Antunovac | 6    | 2     | 0    | 4    | 5:14  | 2    |
| 4.  | NK Vatrogasac Bilje           | 6    | 1     | 0    | 5    | 6:14  | 2    |

### Treća grupa
| Mj. | Klub                      | Sus. | Pobj. | Ner. | Por. | GR.  | Bod. |
| --- | ------------------------- | ---- | ----- | ---- | ---- | ---- | ---- |
| 1.  | NK Psunj Okučani          | 4    | 3     | 0    | 1    | 16:5 | 6    |
| 2.  | NK Metalac Slavonski Brod | 4    | 2     | 0    | 2    | 12:7 | 6    |
| 3.  | NK Gardun Garčin          | 4    | 1     | 0    | 3    | 4:20 | 2    |